# Slobozia (Slobozia)
Slobozia (in russo Слободзея?, Slobodzeja) è una città della Moldavia controllato dalla autoproclamata repubblica di Transnistria. È il capoluogo del distretto omonimo con una popolazione  di 12.300 abitanti (dato 2004)